# Laminated Denim
Laminated Denim è il ventiduesimo album in studio del gruppo musicale australiano King Gizzard & the Lizard Wizard, pubblicato nel 2022.

## Tracce
1. The Land Before Timeland – 15:00
2. Hypertension – 15:00

## Formazione
- Ambrose Kenny-Smith – tastiera, percussioni, voce, armonica (1)
- Michael Cavanagh – batteria, percussioni
- Cook Craig – chitarra, basso (1)
- Joey Walker – chitarra, basso, sintetizzatore
- Lucas Harwood – tastiera (1)
- Stu Mackenzie – voce, chitarra, tastiera, percussioni, sintetizzatore (1), basso, flauto (2)